# Безпалий Микита Дмитрович
Мики́та Дми́трович Безпа́лий (? — після 1683) — український військовик доби Гетьманщини, дипломат. Генеральний обозний Війська Запорозького (1667—1668), гадяцький полковник (1666).

## Життєпис
Шляхтич гербу Заглоба. За даними історика В. Кривошеї, був родичем Івана Безпалого — промосковського наказного гетьмана за часів московсько-української війни 1658—1659.
Вперше згаданий у Реєстрі 1649 як козак Городиської сотні Корсунського полку. Ймовірно, служив реєстровим козаком ще до 1648 року. Брав участь у Визвольній війні.
Станом на початок 1659 — полковник однієї з паланок Війська Запорозького Низового, учасник антигетьманського повстання Пушкаря та Барабаша. В лютому прибув до Зінькова у складі корпусу наказного «запорозького гетьмана» Івана Силки. Обраний сотником Першої Зіньківської сотні. Брав участь в обороні міста від військ гетьмана Івана Виговського в лютому-березні. Вже у травні скаржився московському царю на насильства та грабунки з боку московських вояків, просив надати охоронну грамоту для зіньківців. Усунутий від сотництва місцевими козаками після Конотопської битви.
У квітні 1661 вдруге згаданий на уряді зіньківського сотника — як прибічник Якима Сомка. У травні разом з переяславським полковим осавулом Іваном Воробеєм очолив посольство від наказного гетьмана до Москви.
1662 обраний полковим осавулом новоствореного Гадяцького полку, центр якого перебував у Зінькові. У червні 1662 очолив частину полку, що йшла у Переяслав на підмогу Сомку, якого обложив правобережний гетьман Юрій Хмельницький. Був соратником гадяцького полковника Василя Шиманського. На думку В. Кривошеї, на той час був другою за впливовістю людиною у полку.
1666 обраний гадяцьким полковником. У червні вів бойові дії під Кременчуком із загонами правобережного гетьмана Петра Дорошенка. Вже в липні втратив полковництво, можливо, через відмову брати участь у придушенні Переяславського повстання. В жовтні 1666 знову згаданий на уряді полкового осавула.
Не пізніше жовтня 1667 призначений генеральним обозним. У січні 1668 взяв участь у раді в Гадячі, яка вирішила розпочати війну проти Московії. У квітні очолив делегацію гетьмана Івана Брюховецького до Османської Порти, яка мала домагатися прийняття Лівобережної Гетьманщини під сюзеренітет султана на правах, аналогічних Трансильванії. 26 квітня в Едірне провів перемови з османським каймакамом. Не отримавши позитивної відповіді, у травні повернувся до Гадяча. Невдовзі був замінений на уряді генерального обозного Іваном Кущем.
У наступні роки не фіксується в історичних джерелах. Можливо, повернувся на Запоріжжя. У 1681—1683 роках згаданий на уряді зіньківського городового отамана. Остання документальна згадка — у судовій справі за позовом про образу честі кишенської козачки Ганни Петращихи на свою пасербицю Гальку. Засвідчив «статечність» шляхтянки, у якої був старостою на весіллі.